# Salomo Salman Zevi Hirsch
Salomo Salman Zevi Hirsch, auch Salomon Tsebi, Shlomo Zalman Zvi Hirsh ben Elʿazar, Salmen Zewi Uffhusen, russisch Салменъ Зеви Уфгаузенъ u. ä. (hebräisch שלמה זלמן צבי הירש בן אלעזר; geboren in der zweiten Hälfte des 16. Jahrhunderts in Aufhausen unter Schenkenstein; gestorben zwischen 1615 (1677?) und 1681 vermutlich in Regensburg) war ein Geldhändler und jüdischer Theologe.

## Leben

### Sohn des Lazarus Hirsch
Salman Zevi bzw. Salomon Hirsch war ein Sohn des Elasar (Lazarus) aus dem Dorf Aufhausen (אופהױזן, אױפהוסן, אױפן הױזן) am Westrand des Nördlinger Ries. Die Schenken von Ehringen genannt von Schenkenstein (von Stein) hatten nach 1507 hier und in ihren Nachbardörfern viele aus Nördlingen vertriebene Juden aufgenommen. Der jüdische Familienname „Hirsch“ (צבי Zebi) – ursprünglich der verdeutschte Rufname אילה Ajjala „Gazelle“ des hebräischen Stammes Naftali (Gen 49,21 ) – ist 1428 in Nördlingen belegt.
Salomo Hirschs Vater Lazarus (geb. vor 1530; gest. nach 1602) unterhielt 1560/62 außer im schenkensteinischen Aufhausen noch einen weiteren Wohnsitz im etwa 10 km entfernten Ort Pflaumloch, der im Herrschaftsgebiet der Grafen von Oettingen lag. Er tätigte Kreditgeschäfte: Um 1548 war er Gläubiger des Gerbers Nikolaus Most (Klaus Mosch) aus Aalen. 1549/50 verschrieb ihm Melchior Rem genannt Pilatus ohne obrigkeitliche Zustimmung als Sicherheit für ein Darlehen über insgesamt 90 Gulden einen der Johanniterkommende Kleinerdlingen zins- und lehenbaren Hof. Bei späteren Prozessen in dieser Angelegenheit vor dem kaiserlichen Hofgericht in Rottweil und dem Reichskammergericht in Speyer wurde Hirsch durch einen Schirm- und Anleitbrief an Graf Friedrich V. (oder VI.) von Oettingen-Wallerstein geschützt. 1563, 1567 und 1582 werden Rechtsstreitigkeiten des Juden Hirsch aus Pflaumloch mit Bürgern der Freien Reichsstadt Bopfingen erwähnt.

### Geldhändler in Aufhausen

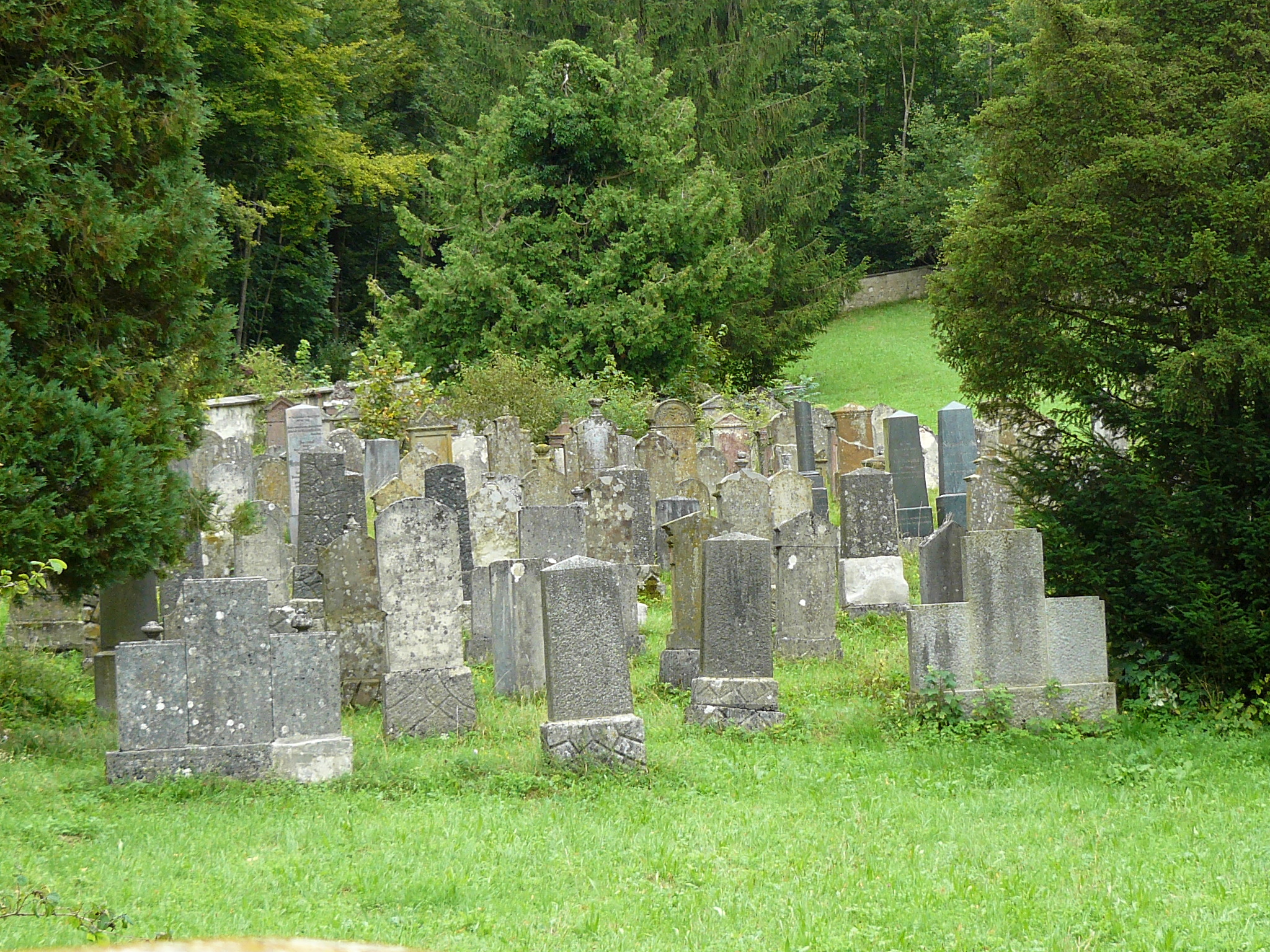
Jüdischer Friedhof in Aufhausen

Lehensherren der vierherrischen Gemeinde Aufhausen waren der Fürstbischof von Augsburg, der Herzog von Pfalz-Neuburg, der Fürstpropst von Ellwangen und der Markgraf von Brandenburg-Ansbach; die heimgefallenen Lehen der Schenken von Schenkenstein und ihre allodialen Anteile fielen nach längeren Streitigkeiten um 1590/95 an die Herren von Gundelsheim. Die Herren von Gundelsheim verkauften ihren Anteil an Aufhausen 1613 und die Brandenburger den ihrigen 1615 an die Grafen von Oettingen. In den Nördlinger Missivenbüchern (Kopien des Kanzleiausgangs) werden die Namen der Juden genannt, die die Nördlinger Pfingstmesse besuchten, darunter in einem ausgewerteten Zeitraum zwischen 1587 und 1600 „Hirsch, Lazarus, Salomon“ in Aufhausen. Salman Zevi erwähnt als Nachbardorf von Aufhausen auch Röttingen (ריטינגן).
„Salman Zevi oder Salomon Hirsch“ soll nach älterer Literatur Rabbiner in Aufhausen („Offenhausen“) gewesen sein; christliche Autoren erschließen dies aus seiner Verfasserschaft eines theologischen Buches. Nach urkundlichen Belegen war Salomo Hirsch wie sein Vater im Kreditgeschäft tätig und wird dabei – im Gegensatz zu anderen Personen in diesem Kontext – nicht als „Rabbi“ bezeichnet.

### Gläubiger des Wolf Wilhelm von Knöringen
Ende des 16. Jahrhunderts hatte sich Wolf Wilhelm von Knöringen (1560–1616) zu Weiltingen und Emersacker hoch verschuldet. Auch dem Juden Lazarus zu Aufhausen stellte er 1598 eine Schuldverschreibung über 8700 Gulden aus. Seit etwa 1600 bemühte sich Wolf Ulrich von Knöringen († 1602) zu Weitingen und Emersacker, der Vater des Wolf Wilhelm von Knöringen, die Schulden seines Sohnes heimlich aufzukaufen und zu begleichen. Er und sein Schwager Heinrich Steinhäuser von Neidenfels († 1606) beauftragten den Juden Bemmel Judt  – eigentlich Benjamin, Sohn Joels –, einen Geldverleiher und Pferdehändler, gegen Provision, die Schuldverschreibungen für maximal die Hälfte des Nominalbetrags aufzukaufen. Bemmel stammte aus Bechhofen und stand unter dem Schutz des Ortsadeligen Hans Jakob von Seckendorff-Pfaff (1559–1616/18) zu Bechhofen, der mit Sibylla von Knöringen (1565–1653), einer Nichte des Wolf Ulrich von Knöringen, verheiratet war. Nach Vorwürfen seines Auftraggebers wegen angeblich überhöhter Provisionen kam Bemmel im November 1600 für eine Woche in Wallerstein in Haft, wurde jedoch auf Intervention seines Schutzherrn Hans Jakob von Seckendorff-Pfaff hin wieder freigelassen und musste Urfehde leisten.
Parallel zu diesen Bemühungen kam es auf Vermittlung von Fürstpropst Wolfgang von Hausen der Fürstpropstei Ellwangen (einem Vetter des Schuldners) und Herzog Philipp Ludwig von Pfalz-Neuburg (seinem Dienstherrn in Ziertheim) zu Vergleichsverhandlungen zwischen Wolf Ulrich von Knöringen und den Gläubigern seines Sohnes, bei denen es um eine Befriedigungsquote von 40 % abzüglich 12,5 % für den Herzog von Pfalz-Neuburg gehen sollte. An den Verhandlungen nahmen 1600/01 unter anderen auch „Salomon aus Aufhausen“ und Graf Friedrich VI. von Oettingen-Wallerstein (1556–1615) teil.
Das jüdische Hohe Gericht zu Bechhofen beurkundete 1602 die Übergabe der knöringischen Schuldverschreibung über 8700 Gulden für Lazarus durch Salomo Hirsch an Bemmel. Bemmel kaufte Salomo diesen Schuldbrief seines Vaters für 1500 Gulden ab, wofür er von Wolf Ulrich von Knöringen 1000 Gulden Provision erhielt. Lazarus, der von dem Geschäft nichts gewusst haben wollte, wurde vom Rabbinatsgericht zu Oettingen noch eine Ausgleichszahlung von 470 Gulden zu Lasten Bemmels zugesprochen. Später behauptete Bemmel, die Obligation, deren Unterschrift und Siegel Wolf Ulrich von Knöringen akzeptiert hatte, sei von Salomo Hirsch gefälscht worden.
Salomon Hirsch und Bemmel vereinbarten 1602 in einen „Bundbrief“, zwei weitere Schuldbriefe des Wolf Wilhelm von Knöringen für Rabbi Schmuel (Samuel) von Pappenheim über 17.500 Gulden sowie für Feifelmann zu Schnaittach über 14.300 Gulden deutlich unter dem Nominalbetrag aufzukaufen und den Gewinn des Erlöses bei einem Verkauf an Wolf Ulrich von Knöringen zu teilen. Bemmel wurde 1603 als oettingen-wallersteinischer Schutzjude in Oettingen aufgenommen. Seit Juni 1605 lebte er unter dem Schutz eines bei Reichserbmarschall Alexander II. von Pappenheim erwirkten kaiserlichen Geleits in Pappenheim, um sich gerichtlichen Ladungen der gräflich oettingischen Regierung entziehen zu können. 1607 wohnte er unter dem Schutz des Grafen Ludwig von Leiningen-Westerburg-Rixingen im Grünstadt im Leiningerland, am 26. August 1613 ließ „Bummel Jud von Grünstadt unter der Grafschaft Leiningen“ sich in Leutershausen nieder.

### Aufenthalte in Italien und Polen
Ostern 1602 war Salomo Hirsch in Italien, angeblich soll er dahin aus Vorsicht vor Betrugsvorwürfen ausgewichen sein. Er selbst erwähnt später Stationen „an allen Orten in deitsch un’ welsch Landen (אין דײטש אונ׳ װעלש לאנדן), wo ich gewesen bin, auch in Polen (פולן)“. Anfang 1605 wurde Salomo Hirsch von seinem Schwager Liebmann Fränckel (gest. 1606) zurückgerufen, der sich mit ihm in Tannhausen traf.

### Auseinandersetzung mit Bemmel von Bechhofen
Im Juni 1605 fand eine erfolglose Durchsuchung der Wohnräume Bemmels in Oettingen statt. Liebmann Fränckel, der inzwischen verhaftet worden war, gab unter der Folter an, knöringische Obligationen gefälscht zu haben, belastete Bemmel und wurde Ende Februar 1606 hingerichtet. Bemmel und Salomo Hirsch beschuldigten sich gegenseitig des Betrugs.
Salomo behauptete, Bemmel habe zum einen eine auf seinen Vater Lazarus lautende Obligation über 8700 Gulden gefälscht und Knöringen für 2500 Gulden überlassen, zum anderen drei Verschreibungen über Beträge zwischen 14.300 und 17.500 Gulden auf den die Juden Feifelmann zu Schnaittach, Rabbi Schmuel (Samuel) und Mayr (Meïr) zu Pappenheim sowie den früheren fuggerischen Obervogt (Pfleger) zu Niederalfingen Bernhard Müller aus Utzmemmingen ausgestellt und mit Salomon vereinbart, den bei der Ablösung durch Knöringen erzielten Gewinn zu teilen.
Bemmel behauptete, er sei Opfer einer Verschwörung geworden, in die Salomon Hirsch aus Aufhausen, die Brüder Liebmann Fräncklin (gest. 1606) aus Wallerstein und Abraham Fräncklin (gest. nach 1611) aus Wallerstein bzw. Prag, Mayer (Meïr) zu Gunzenhausen (mit seinem Vater Isaak Judt 1593 aus Bechhofen dorthin verzogen) und sein Bruder Coppel (Jakob) zu Neresheim (gest. durch Suizid um 1610; Liebmann Fränckels Schwiegervater), Coppels Schwiegersöhne Mayr (Mayrlen; Meïr) zu Schnaittach und Hönlin (auch genannt Händl; zum Familiennamen Cohen) zu Neresheim sowie als Hauptanstifter der gräflich oettingische Rat Johann Pfeffer (* um 1565; † 1641), Doktor der Rechte, verwickelt seien. Man habe Salomo Straffreiheit zugesichert, um ihn zu der Aussage zu veranlassen, er habe zusammen mit Bemmel gefälschte Urkunden benutzt.
Die gräflich oettingische Regierung zu Wallerstein folgte im Wesentlichen den Aussagen Salomos und beschuldigte Bemmel der Fälschung von Schuldverschreibungen. In den Prozessen vor dem gräflichen Hofgericht in Oettingen, dem kaiserlichen Hofgericht Rottweil und dem Reichskammergericht wurde vom knöringischen Anwalt auch die Frage aufgeworfen: „Seindt Bürger undt Bauern allein Idioten?“ – d. h. die Rechtsfrage, ob das Verbot von Kreditgeschäften mit Juden ohne Zustimmung der Obrigkeit (§ 79 des Augsburger Reichstagsabschieds von 1551) nicht auch für Adelige gelten müsse, die der Reichsritterschaft angehörten.
Salomon Hirsch zu Aufhausen musste 1609 im Verlauf des Prozesses eine Aussage vor einem Notar abgeben. Er selbst berichtete darüber sechs Jahre später: „Ich Salman Zevi hab beweglicher Ursachen Cheschwan (5)369 (AM = im Oktober/November 1609) ein Schebuat (einen Eid; hier: Judeneid) getan zu Wallerstein (װאלירשטײן) auf dem Eza Haus (Rat-Haus), die iss mir vor gehalten worden so scharf, dass nit möglich iss, dass Juden me(h)r können meajem (bedrohlich) sein oder die Schebuat härter auf legen“.

### Siegelabdrücke
Aus dem Umfeld der erwähnten Personen der Familie von Bemmel und Isaak Judt im heutigen Ostalbkreis, mit der Salomo Salman Zevi Hirsch verschwägert und geschäftlich verbunden war, sind einige barocke jüdische Siegelabdrücke aus dem Anfang des 17. Jahrhunderts erhalten. Auch ein „Hirsch“ d. J. aus Pflaumloch – vielleicht ein Sohn oder Neffe des Solomo Hirsch –, der Geld verliehen hatte und die Schulden einzutreiben versuchte, siegelte 1628 und 1630.

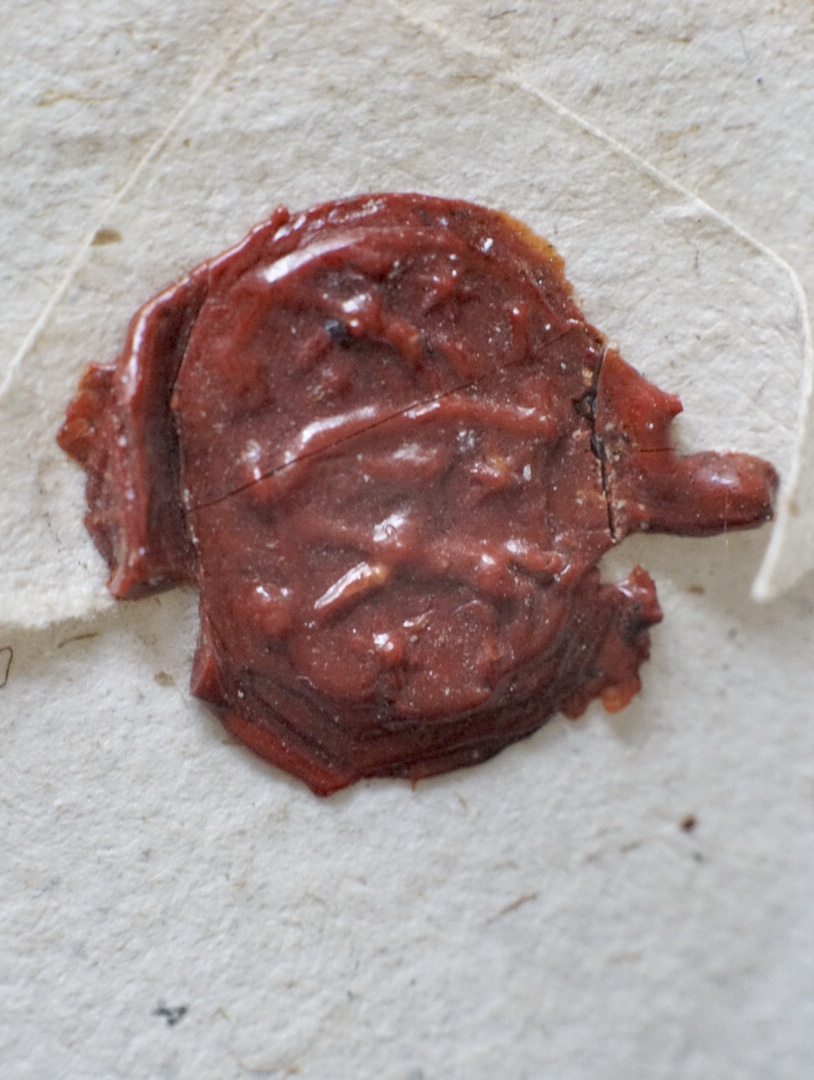
B. I. (Pferd, Sechssterne) = Bemmel Judt aus Grünstadt (Bechhofen, Oettingen, Pappenheim, Leutershausen), 1609
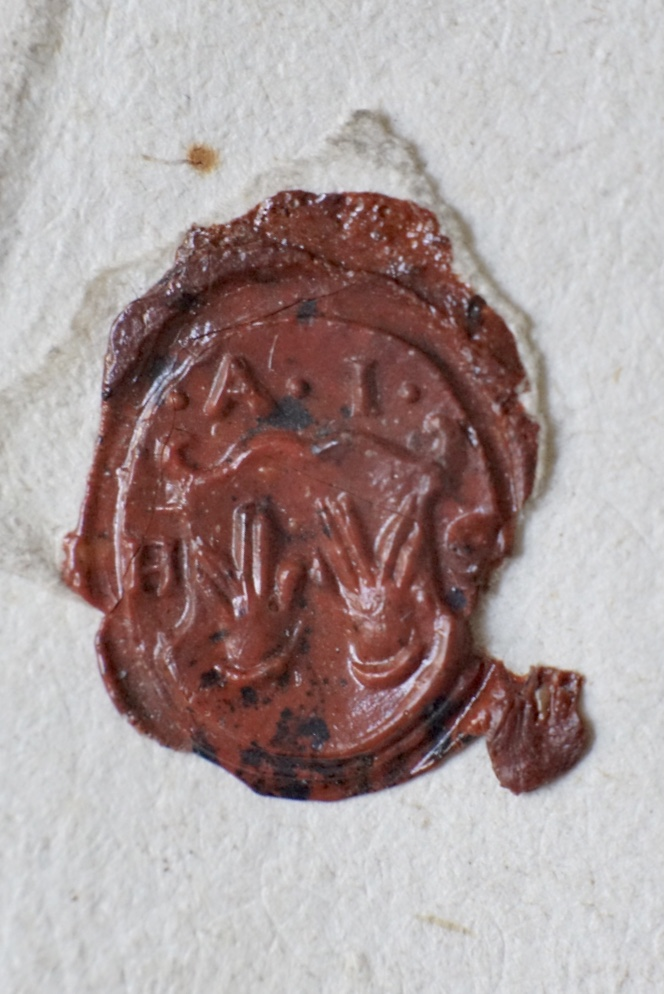
A. I. H. (Priesterhände) = Abraham Judt Henlin (Cohen) aus Oettingen,[53] (1626) 1628
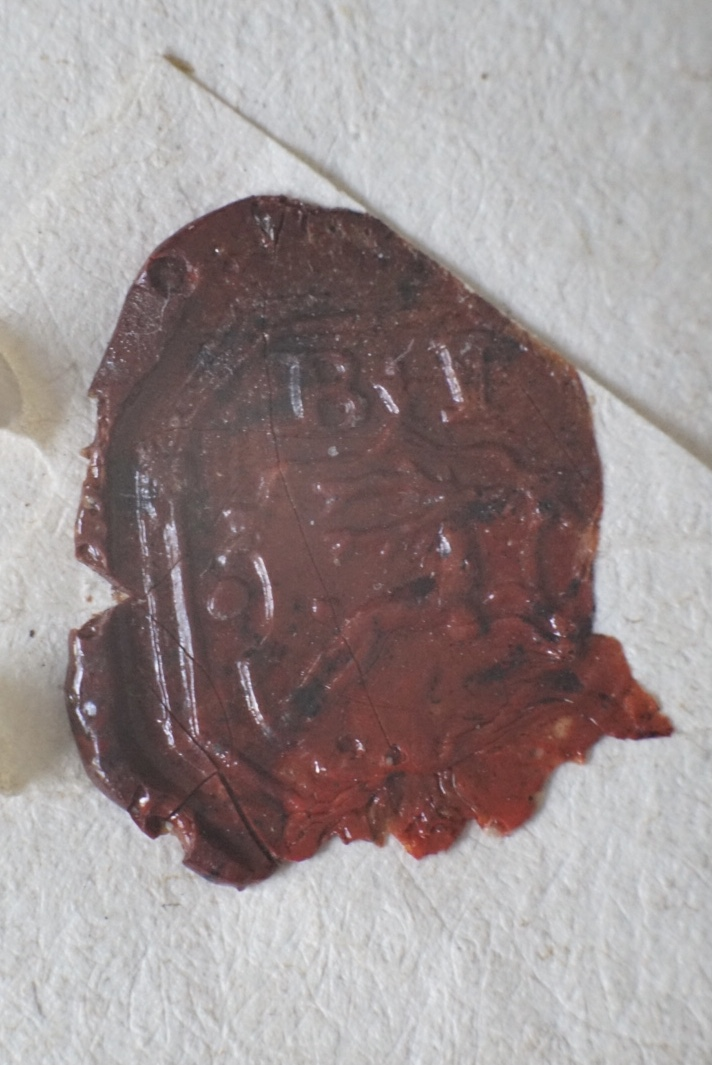
B. I. (Hirsch) = Benjamin Judt aus Wallerstein, 1628
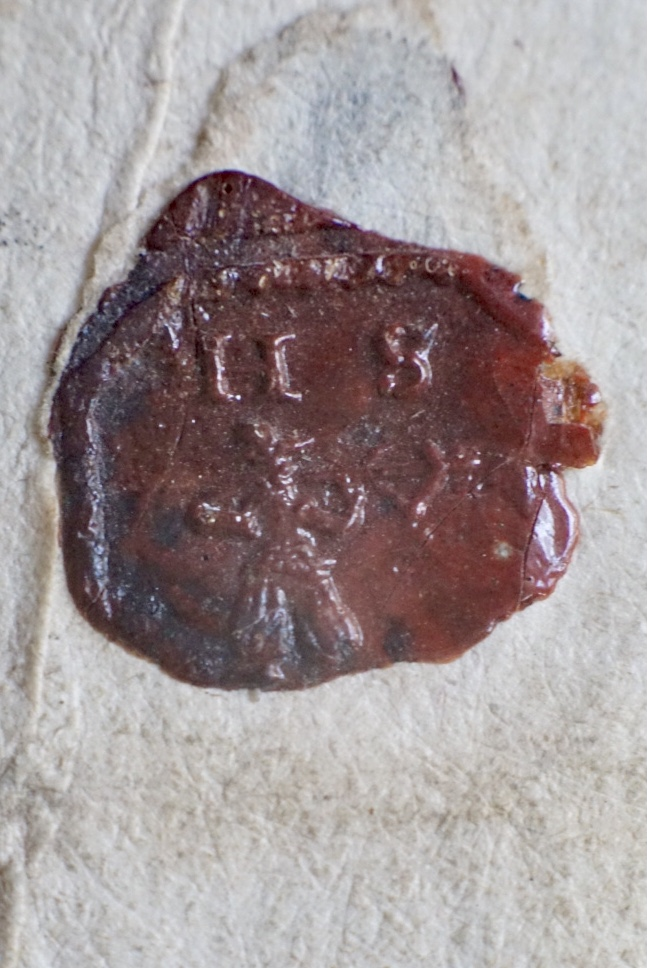
H. S. (Schütze) = Hirsch Sohn = Hürsch Judt der Jünger aus Pflaumloch, 1628 (1630)

Die Siegelbilder repräsentieren den Beruf (Pferdehändler), die Abstammung bzw. den Namen (Priesterhände, Hirsch) oder das Geburtssternzeichen (Schütze) des Eigentümers. Die sechsstrahligen Sterne könnten bereits als Symbol des Judentums (Magen David) aufgenommen worden sein (erst seit dem 17. Jahrhundert verstärkt belegt).

### Verfasser von „Judischer Theriak“

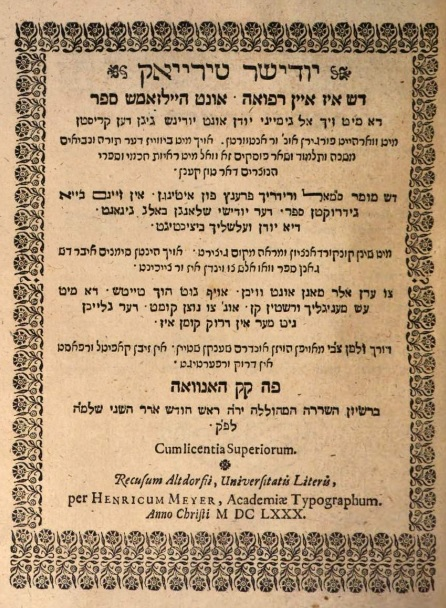
Titelblatt von יודישר טירייאק - Judischer Theriak (1615), Nachdruck 1680

1615 veröffentlichte Salomo Zevi die kontroverstheologische Schrift יודישר טירייאק (= Judischer Theriak) gegen den „Hochgräflichen Diener in Oettingen“ und Konvertiten Samuel Friedrich Brenz (סמאל ורידריך פרענץ) und dessen antijüdische Schrift Jüdischer abgestreiffter Schlangen-Balg. Die auffällige Schreibung סמאל Sammael statt שמואל Schemuel (Samuel) durch Zevi entspricht einer kabbalistischen Bezeichnung des Satans, als welchen er Brenz auch ausdrücklich bezeichnete: „ha-Śatan Sammael Friedrich Mumar mi-Ittingen“ (השטן סמאל ורידריך מומר מאיטינגן = der Satan Sammael Friedrich Apostat aus Öttingen). Bevor Zevi selbst eine eigene Schrift gegen Brenz verfasste, hatte er an „alle Weisen Israels der heiligen Gemeinde (= Rabbiner) in Aschkenas (= Deutschland) und Prag“ (כל חכמי ישראל דק״ק אשכנז ופראגא) geschrieben und erfolglos um deren Äußerung gebeten.

„Do ich nun gedachten Mumar (Apostaten) hab heißen lügen, wie ich denn noch heutiges Tags tue, ist er mir Jom 2 (Montag) 7. Ab (14. Juli 1614) verschienen, i’ einem Harnisch für die Tür geritten, mich geschändt un’ tot haben wöllen. Auch vår Juden un’ der menig Christen offentlich sein Rischa’ot (Frevel) Buch konfermirt, un’ gesagt, es sei alles ’ämät we-tsadiq (wahr und richtig), was er wider Juden drucken hab lossen. Ich aber hab auf solchen seinen chillul ha-Schem (Lästerung Gottes) mekaddesch ha-Schem (ein Segnender Gottes) gewesen, unverzagt i(h)ne unter Augen heißen lügen, un’ geschworen, ein Sefer (Buch) wider seine Lügen zu schreiben.“

In der Auseinandersetzung mit Brenz bezog sich Zevi auf verschiedene Mischna-Traktate (מסכתות massächtot) des Talmuds (Brachot, Schabbat, Eruvin, Psachim, Joma, Ta’anit, Megilla, Chagiga, Chullin, Sanhedrin, Bava batra, Pirke Avot, Jevamot, Nedarim, Sota oder Gittin). Er führte als Belege auch die halachischen Sammlungen Choschen ha-mischpat und Jore de'a, den Midrasch Schir ha-schirim Rabba und weitere rabbinische Literatur oder das kabbalistische Schriftwerk Sohar an. Wichtige jüdische Autoritäten für ihn waren Raschi, Maimonides, Isaak ben Samuel d. J. († 1199 oder 1210), Menahem ben Aaron ibn Zerah (* um 1310; † 1385), Jakob ben Jehuda Weil oder Elijah Levita. In seiner Schrift erwähnt Salomo Zevi darüber hinaus Flavius Josephus (יוזעפוס oder יוסיפון דער רעמר; Josephus oder Josippon „der Römer“), Josippon (יוסיפון דער עברי; Josippon „der ʿIvri = Hebräer“), Cornelius Agrippa (אגריפינו; Agrippino), Theophrastus Paracelsus (דיאו פרסטו; Dio Phrasto), Giovanni Pico della Mirandola (ביקו דמוראנדילו; Bico de-Murandilo), Johannes Reuchlin (דוקטור רײכלי; Doktor Reuchli), Martin Luther (מרטינוס לוטר; Martinus Lutter), Antonius Margaritha (אנטוניו מרגריטו; Antonio Margarito), Rolando Della Valle (* um 1500; † 1575) (דער) הוך גילערטי מאן רולאנדו); (der) hoch gele(h)rte Mann Rolando) und Johann Buxtorf (יוהן בוקסדורף פרופעסר צו באזיל; Johann Buxdorf Professor zu Basel). Er unterschied katholische (קאטולישי), lutherische (לוטרישי) und calvinische (קאלפינישי) Theologie.
Zevi setzte sich in seinem Buch auch – ohne den Namen des Verfassers zu nennen – mit dem Eingangskapitel des 1605 erschienenen Buches Gali Razia des Konvertiten Julius Konrad Otto auseinander. Brenz hatte zwei Argumente aus diesem Kapitel Ottos aufgegriffen, und Salomo Salman Zevi wies ausdrücklich auf die von Brenz verwendete Quelle hin. Julius Konrad Otto – damals Professor an der Akademie Altdorf – hatte eine Aussage der tannaitischen Rabbinen Jose der Priester und Jochanan ben Sakkai aus dem Mischna-Traktat Chagiga (Chag. 14 b, 26) als Rede „von der heiligen Dreyfältigkeit“ (דרײאפעלטיקײט) interpretiert und die biblische Geschichte vom Besuch dreier „Männer“ bei Abraham in Mamre (Gen 18,2 ) als Hinweis auf die drei „Personen“ der Trinität ausgelegt. Salomo Zevi hielt dies für „Narrheit“ (נארהייט) und bezeichnete den Verfasser als „Mumar“ (Apostat).

### Drucklegung in Hanau
1609 hatten die Frankfurter Schutzjuden Isaak ha-Levi Langenbach „zum Krebs“, Abraham „zum gulden Schaaf“ und Samuel (Sanwil), Sohn des Seligmann Gelnhäuser „zur weißen Rose / zum Steg“, von Philipp Ludwig II. von Hanau-Münzenberg ein Privileg zur Errichtung einer hebräischen Druckerei (Typographia Orientalis) in der Hanauer Neustadt erhalten. Salomo Hirsch reiste 1615 – unmittelbar nach der Niederschlagung des judenfeindlichen Frankfurter Fettmilch-Aufstands – nach Hessen, um dort den Druck seines Buches vorzubereiten. Er wohnte im Haus „zum goldenen Adler“ in der Judengasse (heute Nordstraße) im Hanauer Ghetto.
Hirsch hatte die Druckerlaubnis in Hanau ursprünglich für zwei Ausgaben seines Buches beantragt – eine in Deutsch und eine für jüdische Leser in hebräischen Buchstaben. Diese Absicht spiegelt sich noch in einer Passage aus dem Schlusskapitel, in der זלמן Salman (Randnotiz) schrieb:

„Nun hab ich dies Sefer (Buch) in Gallachut (Lateinschrift) drucken lossen auf Begehrn vieler ehrlichen hohes un’ niedriges Standes der Christen. Auf der Juden Tova (Wunsch) un’ Begehrn hab ich’s auch auf Deitscht in Jahadut Otijjot (Judentum-Buchstaben) drucken lossen, da mit sich einer in zutragenden Fällen gegen Christen wisse zu verantworten.“

Auch weitere Notizen zeigen, dass Zevi zwei unterschiedliche Versionen geplant hatte, so beispielsweise der nur hebräisch formulierte Satz: „הערכתי בספר אשר הכינותי לנוצרים – Ich habe es (weiter) ausgeführt in dem Buch, das ich für die Nozrim (= Nazarener; Christen) aufgesetzt habe“. Ähnliche Formulierungen begegnen verschiedentlich.
Die Zensurfreigabe wurde durch den Rektor der Hohen Landesschule in Hanau Walter Keuchen d. J. (Gualtherus Keuchenius) ) (* um 1563; † nach 1625) geprüft. Im Februar 1615 wurde auf Empfehlung seines Gutachtens vom Hanauer Magistrat „das Hebraisch exemplar bewilliget, aber Teutsch exemplar zutrucken verbotten.“ Das Buch wurde letztlich im März in nur einer Version auf Hoch-„Deitscht“ (אױף דײטשט) in hebräischen Lettern gedruckt, enthält aber auch hebräische und westjiddische Wendungen. Für die Ausführung der Drucke der Hebräischen Druckerei war seit 1613 der (christliche) Buchdrucker Abraham Leo († nach 1626) aus Brembach in der Rhön angestellt, auch ein „Judischer Setzer“ wurde beschäftigt. Keuchen beschwerte sich, dass während des Druckes unautorisierte Änderungen am Text vorgenommen worden waren. Salomo Hirsch strengte noch während seines Aufenthalts in Hanau 1615 einen Prozess gegen die Verleger Abraham „zum gulden Schaaf“ und Isaak „zum Krebs“ in Frankfurt am Main an, weil der mit ihnen geschlossene Verlagsvertrag „über den Druck eines deutschen Buches, genannt ‚Jüdischer Tyriack‘“ verfälscht worden sei.
Salman Zevi erwähnt 1615 „mein Weib mit sechs kleinen Kindern im Elend un’ teurer Zeit“ (מײן װײב מיט זעקס קלײנן קינדרן אים עלענד אונ׳ טײרר צײט) bzw. spricht von „meinen armen Weib un’ Kindern“ (מײנן ארמן װײב אונ׳ קינדרן).

### Aufenthalt und Tod in Regensburg?
Nach einer Mitteilung von Johann Wülfer (1651–1724) aus dem Jahr 1681 soll Salman Zevi verarmt in Regensburg gestorben sein.
Ein „Jude Salomon Hirsch“ wird in Regensburg mehrfach urkundlich erwähnt. Er prozessierte 1674 gegen Maria Susanna Wark wegen einer Schuldenbürgschaft von 8 Gulden. Salomon Hirsch bat 1677 am Stadttor nach seiner Flucht aus der Stadt wegen seiner Schulden gegen Auferlegung (Erlag) einer Gebühr wieder um Einlass. In Zusammenhang mit Salomon Hirsch und der Tuchhändlerwitwe Susanna Weber wird auch die Witwe Regina eines hoch verschuldeten Lazarus (Eleazar) Hirsch († vor 1677) erwähnt.
Es könnte sich um namensähnliche Personen gehandelt haben. Ein Samuel Hirsch aus Leipzig meldet sich 1690 beim Stadtmautamt Regensburg an. Der „reichmarschallische Jude Samuel Hirsch“ war 1677 für die verweigerte Bezahlung eines Strafgelds von 1 Reichstaler für sein ungebührliches Verhalten vor Gericht zu einer Arreststrafe verurteilt worden. Er ging 1683 und 1692 in Konkurs.

### Rezeption des „Judischen Theriak“
Die 1615 erschienene Erstausgabe von „Salman Zebis“ Judischer Thyriack (sic!) wurde von Theodoricus Hackspan, Hermann Witsius, Joachim Wiese (* um 1640; † nach 1665) oder Johann Christoph Wagenseil rezipiert.
65 Jahre nach der Erstveröffentlichung gab Johann Wülfer 1680/81 einen Nachdruck und eine mit Anmerkungen (animadversiones) versehene lateinische Übersetzung des Judischen Theriak heraus. Trotz seiner christlich-kritischen Haltung gegenüber jüdischen Autoren verteidigte Wülfer die Juden nachdrücklich („strongly“) gegen die nach seiner Auffassung unqualifizierten Vorwürfe von Brenz. Wülfer war in seiner Jugend ein Schüler von Rabbi Aaron Samuel ben Israel Kaidanover (1614–1676) in Fürth und von einem gewissen Christian (Levi) de Pomis in Altdorf bei Nürnberg gewesen. Er bezeichnete „unseren Zevi“ (Zevi noster) metaphorisch als einen äußerst schlauen (astutissimus) „Apelles“ (Entwickler eines „Theriak“ (Antidots) der Antike).

### Gegenschrift des Johann Andreas Eisenmenger
1700 verfasste Johann Andreas Eisenmenger die antijüdische Schrift Entdecktes Judenthum, die sich vor allem mit der Apologie Sefer ha-Nizzachon (verfasst um 1390, Druck 1644 hrsg. von Theodor Hackspan, lateinische Übersetzung 1645) des Jomtob Lipmann Mühlhausen und dem Buch Judischer Theriak von Salomo Zevi auseinandersetzte. Nach Intervention von Samson Wertheimer und Samuel Oppenheimer wurde der Druck des Buches im Heiligen Römischen Reich von Kaiser Leopold I. verboten.

## Werke
- זלמן צבי מאױפהױזן[114] אונדרם שענקן שטײן (= Salman Zevi mi[115] -Aufhausen underm Schenken Stein): יודישר טירייאק [= Judischer Theriak]. Typographia Orientalis, האנװאה (Hanowah = Hanau) ראש חודש אדר השני שלמ״ה (= שע״ה) לפ״ק[116][117] (= am Neumondtag „Kopf des Monats“ des zweiten Adar 300+30+40+5 (= 375) nach der kleinen Zählung) (= 1. Adar II 5375 AM = 2. März 1615 n. Chr.)[118] (Digitalisat der Universitätsbibliothek Erlangen-Nürnberg)
  - (Nachdruck) Henrich Meyer, Altdorf M DC LXXX (= 1680) (Digitalisat der Bayerischen Staatsbibliothek München), (books.google.de)

Übersetzungen:
- (lateinisch) Johann Wülfer (Hrsg.): Theriaca Judaica, Sive Liber salutaris, ac planè pharmaceuticus. Nürnberg 1681 (books.google.de)
  - (Nachdruck) Johann Wülfer (Hrsg.): Theriaca Judaica, ad examen revocata … Versione Latina, Justique Animadversionibus aucta … Andreas Knorz, Nürnberg 1681 (books.google.de);
enthält auch einen Nachdruck von: Samuel Friedrich Brenz: Jüdischer abgestreiffter Schlangen-Balg (ursprünglich Balthasar Scherf, Nürnberg 1614 bzw. (Nachdruck) 2. Auflage Andreas Knorz, Nürnberg 1680) (books.google.de) und einen Nachdruck von Isaak Viva:[119] Vindex Sanguinis contra Jacobum Geusium[120] (Adam Jongbloet, Amsterdam 1681 bzw. (Nachdruck) Knorzius, Nürnberg 1681) (books.google.de)
- (hebräisch) Elʻazar Zusman ben Yitzhak Rodelsum (Eleasar Soesman Rödelsheim) (Hrsg.): ספר הנצחון [= Sefer ha-niṣṣachon]. Moshe Frankfurt, Amsterdam 1737 (Digitalisat der Freimann-Sammlung der Universitätsbibliothek Frankfurt), (books.google.de)
- (hebräisch) Abraham Kaminetzky (Hrsg.): ספר מרפא לשון [= Sefer marpe laschon]. Isaak Goldmann, Warschau 1873 (Digitalisat bei HebrewBooks.org), (books.google.de)
- (deutsch bzw. Übertragung in Lateinschrift, in Auszügen) Max Grünbaum: Jüdischer Theriak. In: Jüdischdeutsche Chrestomathie. Zugleich ein Beitrag zur Kunde der hebräischen Literatur. Brockhaus, Leipzig 1882, bes. S. 562–585 (Digitalisat der Freimann-Sammlung der Johann Wolfgang Goethe-Universität Frankfurt am Main), (books.google.de)
- (englisch) Morris M. Faierstein (Hrsg.): Yudisher Theriak. An Early Modern Yiddish Defense of Judaism. Wayne State University Press, Detroit 2016. (books.google.de; eingeschränkte Vorschau)